# Bassett's

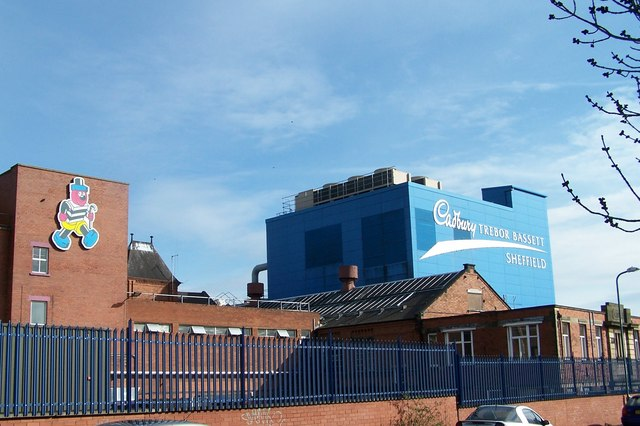
Godisfabriken i Sheffield.

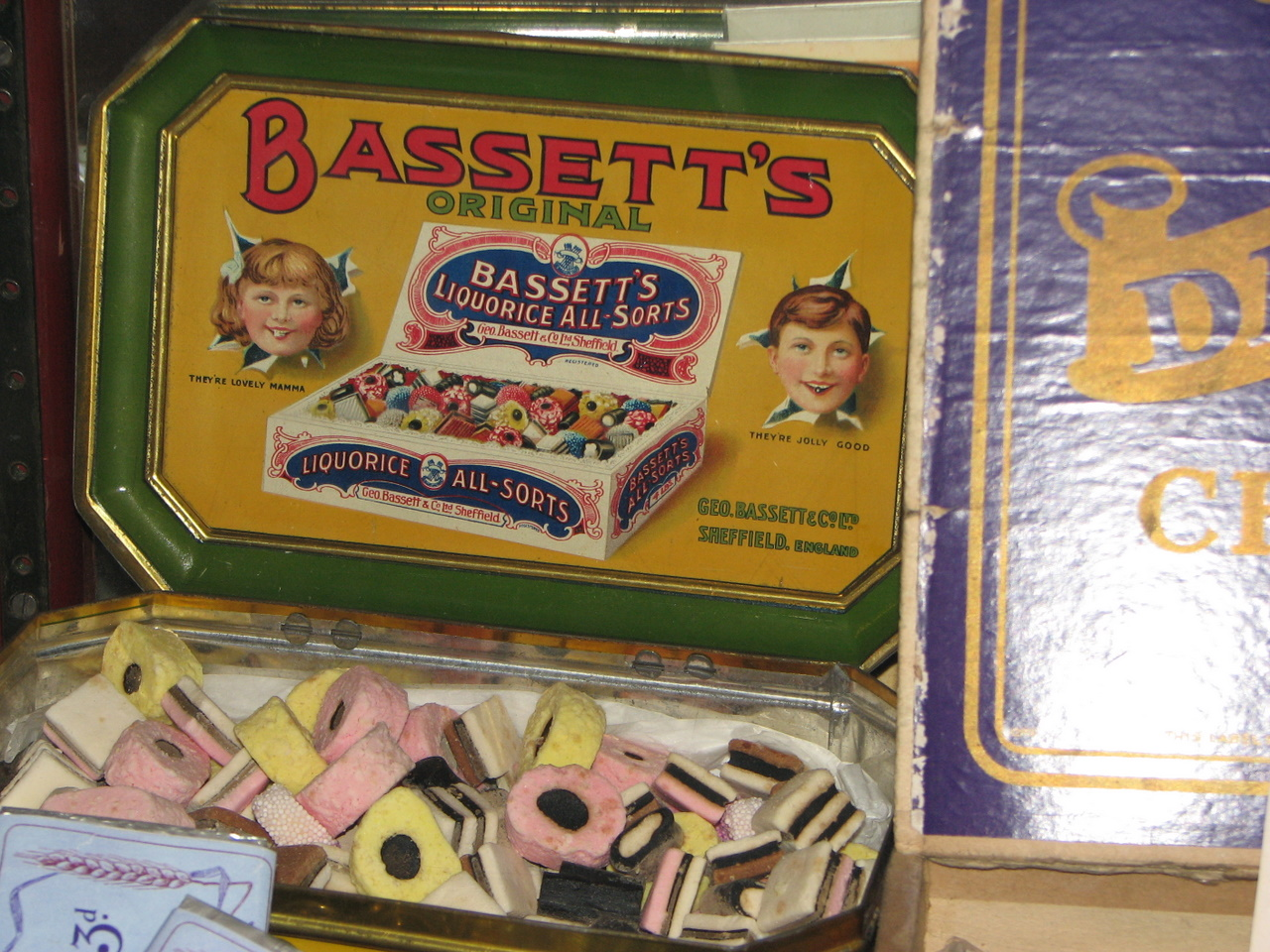
Jubileumsask från Bassett's.

Bassett's är ett ej längre existerande brittiskt godisföretag som bland annat tillverkade vingummin och engelsk lakritskonfekt. Idag används namnet Bassett's som varumärke av livsmedelkoncernen Mondelēz International.
Maskoten Bertie har figurerat på alla förpackningar av lakritskonfekt och vingummi från Bassett's sedan 1929.